# An Post-ChainReaction
L'An Post-ChainReaction era una squadra maschile irlandese di ciclismo su strada, attiva a livello UCI dal 2006 al 2017. Nelle dodici stagioni di attività ebbe sempre licenza di Continental Team, terza divisione del ciclismo.
Il team era diretto dall'ex campione irlandese di ciclismo Sean Kelly, e sponsorizzato dal servizio postale di stato irlandese An Post; ciò nonostante aveva base operativa a Merchtem, in Belgio.

## Storia

### 2005-2006: la nascita del team
Nell'aprile del 2005 la Cycling Ireland, federazione ciclistica irlandese, creò a Merchtem, in Belgio, la Sean Kelly Cycling Academy, un punto di riferimento per il soggiorno e il supporto dei ciclisti irlandesi impegnati in competizioni internazionali, sotto il controllo del belga Kurt Bogaerts. L'anno successivo, lo stesso Sean Kelly, appoggiato dalla federazione irlandese e dallo stesso Bogaerts, fondò il Sean Kelly Racing Team, team Continental con licenza irlandese ma sede proprio alla Sean Kelly Cycling Academy. La squadra fu creata con l'obiettivo di formare i giovani talenti irlandesi, dando loro la possibilità di correre in eventi del calendario UCI. Paídi O'Brien, Ciaran Kelly, Tim e Mark Cassidy, Roger Aiken, Andrew McQuaid e i fratelli Eoin e Miceal Concannon, formarono il primo contingente irlandese nella squadra, cui si aggiunsero alcuni corridori belgi, Jehudi Schoonacker, Dwight Desaever, Stijn Minne, Peter Schoonjans, Rieno Stofferis, Bart Cosyn, Harm Van de Kerckhove e lo stesso Bogaerts, che per quella stagione rivestì il ruolo di ciclista nei primi mesi, poi diventò a tutti gli effetti direttore sportivo. Durante la stagione arrivarono gli irlandesi Martyn Irvine e Ryan Connor, quest'ultimo come stagista, e partirono Roger Aiken, Dwight Desaever e Harm Van de Kerckhove.
Acquisendo anche il nome degli sponsor nel 2006 la squadra fu iscritta come Sean Kelly Team ACLVB-M. Donnelly Team (dal nome dello sponsor, l'azienda di utensili elettrici M. Donnelly). Il miglior risultato raggiunto fu il settimo posto di O'Brien alla Druivenkoers, evento di categoria 1.1; Schoonacker terminò secondo nella settima tappa della FBD Insurance Rás (Rás Tailteann), corsa a tappe di categoria 2.2, mentre lo stesso O'Brien terminò terzo nella prova in linea dei campionati irlandesi e Tim Cassidy quinto.

### 2007: la fusione con il Team Murphy & Gunn

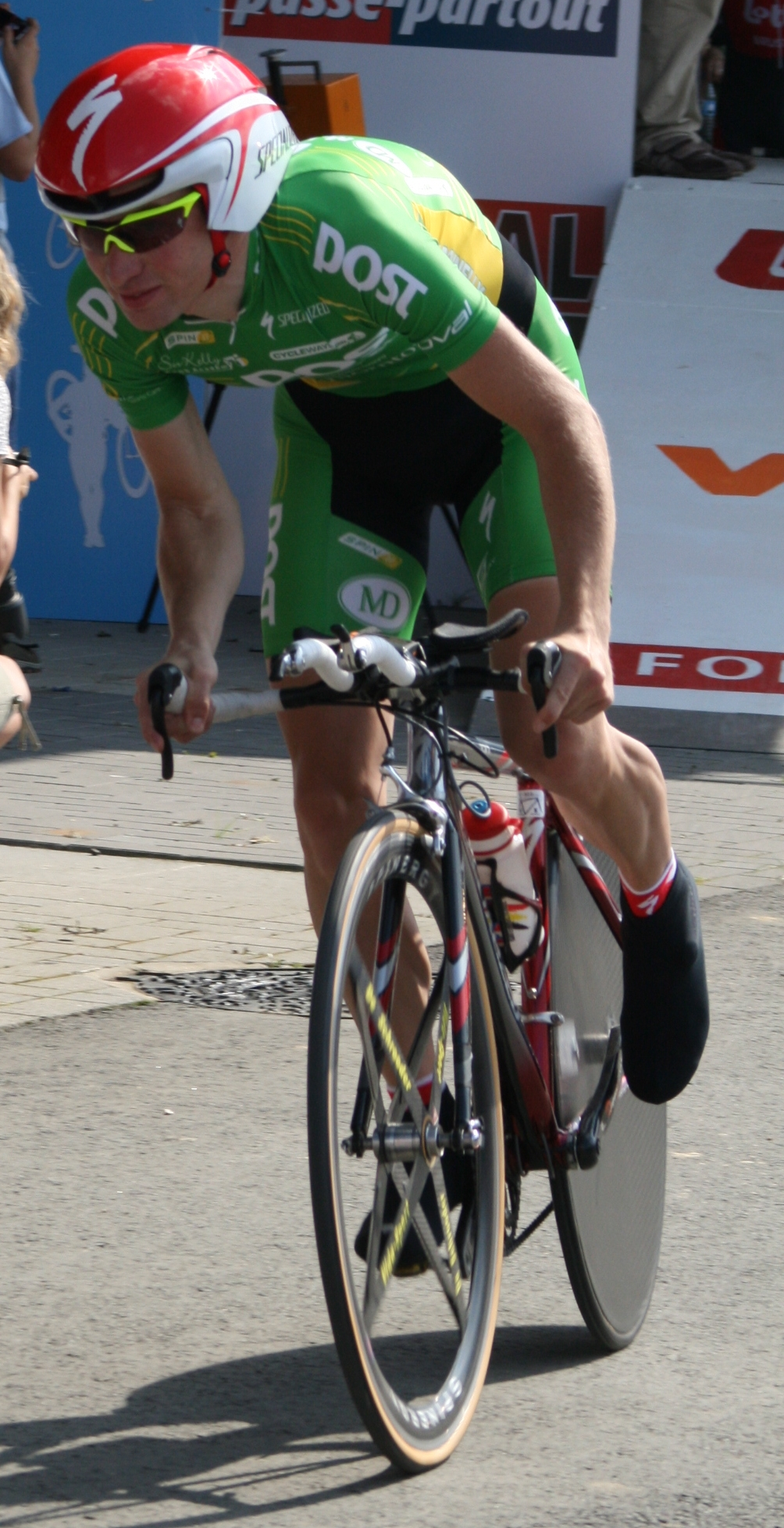
De Schrooder ai campionati belgi a cronometro 2008 con la divisa dell'An Post

Poco dopo il lancio della squadra di Kelly, fu creato un altro team Continental irlandese, il Team Murphy & Gunn-Newlyn. Per la stagione 2007 questi due team si fusero a formare il Murphy & Gunn-Newlyn-M.Donnelly-Sean Kelly Team. 
La rosa era composta da tredici corridori: del Sean Kelly Team del 2006 rimasero Mark e Timothy Cassidy, Paidi O'Brien e Rieno Stofferis e dalla Murphy & Gunn arrivarono gli irlandesi John Dempsey, Morgan Fox, Paul Healion e Simon Kelly. A questi si aggiunsero il danese Glenn Bak (dalla Unibet.com), tre belgi, Christoph Beddegenoodts, Tim Meeusen e Devi Vervaeke, e l'irlandese Stephen Gallagher (Giant Asia). Nella stagione 2007 la squadra conquistò alcuni buoni risultati, tra cui il secondo posto in tre tappe e nella classifica generale della Rás Tailteann e il secondo nella prova in linea ai campionati irlandesi di Paidi O'Brien, ma nessuna vittoria.

### 2008: l'arrivo della An Post
A fine 2007 i due sponsor Murphy & Gunn e The Newlyn Group annunciarono la volontà di non continuare il finanziamento della squadra; a essi subentrò la An Post, il servizio postale irlandese, come primo sponsor, mentre la società di contabilità e consulenza Grant Thornton subentrò come sponsor secondario. Nella rosa della nuova squadra rimasero gli irlandesi O'Brien, Cassidy, Speirs e Gallagher e il belga Stofferis e si aggiunsero tre belgi – Benny De Schrooder e Kenny Lisabeth, arrivati dalla Chocolade Jacques, e Frank Van Kuik – due britannici, Daniel Fleeman e Daniel Lloyd, uno svedese, Viktor Folkesson, e un tedesco, Christian Müller.
Per la prima volta dalla creazione della squadra, arrivarono cinque vittorie: Stephen Gallagher si aggiudicò la vittoria finale alla Rás Tailteann con il team che si aggiudicò la classifica a squadre. Alla Vuelta a Extremadura arrivarono le vittorie nella cronosquadre e della classifica finale con Daniel Lloyd, mentre Dan Fleeman si aggiudicò il successo finale al Tour des Pyrénées.

### 2009: l'ingaggio di Eeckhout
La stagione 2009 vide alcuni ingaggi di alto profilo: arrivarono David O'Loughlin, medaglia di bronzo nell'inseguimento in Coppa del mondo a Pechino, Matthew Brammeier e il trentottenne belga Niko Eeckhout, futuro capitano della squadra; a questi seguirono i due suoi connazionali Steven Van Vooren e Jeff Peters e il giovane irlandese Nigel Kelly. Confermati dal 2008 furono O'Brien, Gallagher, Cassidy e McLaughlin, De Schrooder e Lisabeth.
Proprio Eeckhout ottenne ben sette successi: Grote Prijs Stad Zottegem, Memorial Briek Schotte, Memorial Rik Van Steenbergen, due tappe alla Vuelta a Extremadura e una tappa e la classifica a punti alla FBD Insurance Rás, in cui David O'Loughlin vinse la classifica scalatori. Steven Van Vooren vinse il Tour de l'Oise, aggiudicandosi anche la classifica a punti, e la Belsele-Puivelde. In ottobre, vista la crisi economica irlandese, la federazione ciclistica decise di interrompere il finanziamento della Sean Kelly Academy, che necessitava di ingenti interventi, e che quindi dovette chiudere.

### 2010: l'An Post acquisisce licenza belga
Per la stagione 2010, Bogaerts optò per iscrivere la squadra con licenza belga, in modo da poter partecipare agli eventi Hors Catégorie in Belgio, su tutti il Giro del Belgio. L'An Post si presentò al via della stagione con una rosa allargata, di diciotto corridori: alla conferma degli irlandesi Paidi O'Brien, Mark Cassidy, David O'Loughlin, Matthew Brammeier e Ronan McLaughlin e dei belgi Eeckhout, Kenny Lisabeth e Benny De Shrooder, si aggiunsero gli arrivi dell'irlandese Connor McConvey, passato alla strada dal mountain biking, e di altri otto corridori belgi (Pieter Ghyllebert, Maxim Debusschere, Stijn Minne, Kim Borry, Gil Suray, Bjorn Brems, Pascal Hossay e Brice Scholten) che rinforzarono il contingente belga nel team, il cui roster fu completato dal britannico Mark McNally.
Durante la stagione arrivarono le vittorie di Eeckhout nella quinta tappa dell'Étoile de Bessèges e nella terza del Tour de l'Oise al termine di una lunga fuga, due vittorie di tappa alla FBD Insurance Rás di David O'Loughlin e Mark Cassidy, e il successo nella prova in linea dei campionati irlandesi di Brammeier. Alla Insurance Rás, Mark Cassidy si aggiudicò la classifica scalatori, Connor McConvey quella dei giovani e l'An Post la graduatoria riservata alle squadre. Seguirono altri successi in corse minori come Halfords Tour Series e Suir Valley 3 Day.

### 2011: la crescita e le vittorie sul Continente
Per la stagione 2011, oltre al rinnovo del quarantenne Eeckhout, l'arrivo di altri nove corridori – gli irlandesi Philip Lavery, già in rosa per parte del 2010 come stagista, e Sam Bennett, l'inglese Andrew Fenn, i lituani Gediminas Bagdonas e Darijus Dzervus e i belgi Kenny Terweduwe, Kess Heytens, Kevin Claeys e Dries Hollanders – andarono a compensare sette partenze, tra le quali quella di Brammeier passato al team ProTour HTC-Highroad, e il ritiro dall'attività del giovane Connor McConvey, appena ventiduenne.
In stagione Eeckhout vinse una tappa alla Tre Giorni delle Fiandre Occidentali, mentre Fenn si aggiudicò una tappa al Tour de Bretagne e il Memorial Philippe Van Coningsloo; i principali successi arrivarono però con il neoacquisto Bagdonas, che fece suoi due tappe e nella classifica finale dell'An Post Rás, una frazione e la classifica finale del Tour de l'Oise e una tappa al Tour of Britain, oltre al titolo nazionale a cronometro.

## Cronistoria

### Annuario
| Anno | Codice | Nome                                               | Cat. | Biciclette  | Dirigenza |
| ---- | ------ | -------------------------------------------------- | ---- | ----------- | --- |
| 2006 | SKT    | Sean Kelly Team ACLVB-M. Donnelly                  | CT   | Merlin      | Manager: Sean Kelly Dir. sportivi: Michel Bogaerts, Frank Campbell, Yves Petereyns, Frank Verhoeven                          |
| 2007 | SKT    | Murphy & Gunn-Newlyn-M. Donnelly-Sean Kelly        | CT   | Specialized | Manager: Sean Kelly Dir. sportivi: Kurt Bogaerts, Gino Van Oudenhove                                                         |
| 2008 | SKT    | An Post-M. Donnelly-Grant Thornton-Sean Kelly Team | CT   | Specialized | Manager: Kurt Bogaerts Dir. sportivi: Kurt Bogaerts, Sean Kelly                                                              |
| 2009 | SKT    | An Post-Sean Kelly Team                            | CT   | Principia   | Manager: Kurt Bogaerts Dir. sportivi: Kurt Bogaerts, Sean Kelly                                                              |
| 2010 | SKT    | An Post-Sean Kelly Team                            | CT   | Principia   | Manager: Kurt Bogaerts Dir. sportivi: Kurt Bogaerts, Sean Kelly, Andy Vanhoudt, Danny Schoonbaert                            |
| 2011 | SKT    | An Post-Sean Kelly Team                            | CT   | Principia   | Manager: Kurt Bogaerts Dir. sportivi: Kurt Bogaerts, Ivan Depoorter, Sean Kelly, Andy Vanhoudt                               |
| 2012 | SKT    | An Post-Sean Kelly Team                            | CT   | Principia   | Manager: Kurt Bogaerts Dir. sportivi: Kurt Bogaerts, Michel Bogaerts, Andy Vanhoudt                                          |
| 2013 | SKT    | An Post-ChainReaction                              | CT   | Principia   | Manager: Kurt Bogaerts Dir. sportivi: Kurt Bogaerts, Michel Bogaerts, Andy Vanhoudt                                          |
| 2014 | SKT    | An Post-ChainReaction                              | CT   | Principia   | Manager: Sean Kelly Dir. sportivi: Kurt Bogaerts, Michel Bogaerts, Nico Eeckhout, Andy VanHoudt                              |
| 2015 | SKT    | An Post-ChainReaction                              | CT   | Specialized | Manager: Sean Kelly Dir. sportivi: Kurt Bogaerts, Nico Eeckhout, Andy Vanhoudt                                               |
| 2016 | SKT    | An Post-ChainReaction                              | CT   | Vitus Bikes | Manager: Sean Kelly Dir. sportivi: Kurt Bogaerts, Michel Bogaerts, Nico Eeckhout, Andy Vanhoudt                              |
| 2017 | SKT    | An Post-ChainReaction                              | CT   | Vitus Bikes | Manager: Sean Kelly Dir. sportivi: Kurt Bogaerts, Michel Bogaerts, Nico Claessens, Nico Eeckhout, Neil Martin, Andy Vanhoudt |

### Classifiche UCI
Aggiornato al 31 dicembre 2017.
| Anno | Class.     | Pos. | Migliore cl. individuale |
| ---- | ---------- | ---- | ------------------------ |
| 2006 | Europe T.  | 92º  | Paidi O'Brien (550º)     |
| 2007 | Europe T.  | 74º  | Paidi O'Brien (233º)     |
| 2008 | Europe T.  | 48º  | Eddy Ratti (9º)          |
| 2009 | Europe T.  | 31º  | Niko Eeckhout (18º)      |
| 2010 | Europe T.  | 46º  | Niko Eeckhout (102º)     |
| 2011 | Europe T.  | 21º  | Gediminas Bagdonas (49º) |
| 2012 | America T. | 47º  | Mark Christian (393º)    |
| 2012 | Europe T.  | 16º  | Gediminas Bagdonas (11º) |
| 2013 | Europe T.  | 38º  | Sam Bennett (117º)       |
| 2014 | Europe T.  | 41º  | Owain Doull (180º)       |
| 2014 | Oceania T. | 4º   | Robert-Jon McCarthy (7º) |
| 2015 | Europe T.  | 43º  | Aidis Kruopis (1050º)    |
| 2016 | Europe T.  | 77º  | Nicolas Vereecken (620º) |
| 2017 | Africa T.  | 20º  | Adam Jamieson (86º)      |
| 2017 | Asia T.    | 99º  | Sean Mackinnon (597º)    |
| 2017 | Europe T.  | 92º  | Jacob Scott (823º)       |
| 2017 | Oceania T. | 15º  | Regan Gough (37º)        |

## Palmarès
Aggiornato al 31 dicembre 2017.

### Campionati nazionali
- Campionati irlandesi: 2

In linea: 2010 (Matt Brammeier)
Cronometro: 2015 (Ryan Mullen)
- Campionati lituani: 3

In linea: 2012 (Gediminas Bagdonas); 2015 (Aidis Kruopis)
Cronometro: 2011 (Gediminas Bagdonas)